# Nadejdivka, Ceaplînka
Nadejdivka (în ucraineană Надеждівка) este o comună în raionul Ceaplînka, regiunea Herson, Ucraina, formată numai din satul de reședință.

## Demografie
Componența lingvistică a comunei Nadejdivka
     Ucraineană (71,64%)
     Rusă (4,68%)
     Alte limbi (0,74%)
Conform recensământului din 2001, majoritatea populației comunei Nadejdivka era vorbitoare de ucraineană (71,64%), existând în minoritate și vorbitori de rusă (4,68%).